# 小林洋平 (野球)
小林 洋平（こばやし ようへい、1980年12月26日 - ）は、日本の野球指導者で、元野球ネパール代表監督。大阪府出身。
特定非営利活動法人(NPO)日本アジア球友団ラリグラス会長（前理事長）で、ネパール野球ソフトボール協会アドバイザーを務める。

## 経歴
小学生時代は名古屋に住み、子供会のソフトボールチームで投手を務めていた。小学5年生のときに野球部に入ろうとするも、転校のため入部できず、転校先でソフトボールを続けた。進学した中学では野球部がなかったため、バスケットボール部に入部。野球に対する思いはあったものの、大阪府立港高等学校進学後も、坊主頭になることを嫌って硬式野球部に入らずバスケットボールを続けた。ただし、同世代（松坂世代）の活躍を見て、野球への意欲はもったままだった。
高校卒業後はトラジャル旅行ホテル専門学校に入学。同専門学校と提携していたプール学院大学のネパール野球の活動について知ったことをきっかけに、2001年に同大学へ編入。編入後、大学の野球交流を目的としたネパールへの海外研修に、ポスターに写った子どもの笑顔に魅せられて応募し、渡航前は草野球で練習したという。
大学卒業後の2004年、ボランティア団体「ネパール野球ラリグラスの会」を設立し、ネパールで野球普及活動を開始した（会は2013年8月にNPO法人認定を受け、理事長となる）。ネパールでは野球がほとんど知られておらず、野球ボールがどのようなものかを説明するところから始めたと述べている。
2006年にはポカラ市に日本語学校兼野球事務所ポカラハウスを立ち上げ、小林自身もラリグラスの会から野球指導者としてネパールに派遣される。ネパールで出会った投手のイッソー・タパに才能を感じて、2009年に日本で野球指導を受ける支援をおこなう。翌2010年にイッソー・タパは関西独立リーグの大阪ホークスドリームへ入団し、独立リーグではあるが、ネパール人初のプロ野球選手となった。
2011年、パキスタン・ラホールで開催された第1回南アジア野球選手権に野球ネパール代表のヘッドコーチとして出場。この南アジア野球選手権は野球ネパール代表にとって初めての国際試合となり、大会終了後ネパールはIBAFランキング55位となった。
2012年、イッソー・タパが東大阪市に誕生した06BULLSへ移籍。小林も移籍を支援した。イッソー・タパは同シーズン限りで退団して帰国し、ネパールで政府公認コーチとなった。
2013年4月、東京都で開催された国際野球連盟総会にてネパール野球連盟の加盟が正式に承認される。
12月にラホールで開催された第11回西アジアカップに際してネパール野球連盟より依頼を受け、ネパール代表監督に就任。銅メダルをかけたアフガニスタン戦に2-3と敗戦したものの、監督賞を受賞。大会終了後ネパールはIBAFランキング48位となった。
2014年8月にはネパール野球15周年を記念し、「日本・ネパール野球交流プログラム2014」が開催される。また、小林の活動も含めたプログラムの様子は複数のメディアで紹介された。
2015年4月より、野球日本代表公式サイトのコラム「世界の野球」でネパール野球に関する連載の執筆を開始。4月25日に発生したネパール地震の復興支援活動に現地も含めて参加し、12月に野球大会を実施する計画を立てたが諸般の事情で延期、代わりに親善試合などを実施している。復興野球大会は、震災から1年となる2016年4月23日から3日間開催された。
2015年9月の第27回アジア野球選手権大会では、野球パキスタン代表チームのスタッフとして参加した。
2016年、ネパール野球ソフトボール協会のアドバイザーに就任。
2017年2月にパキスタンのイスラマバードで開催された第13回BFA西アジアカップにネパール代表チームのヘッドコーチとして出場。この大会でネパールはイッソー・タパの活躍で野球イラク代表に勝利し国際大会での初勝利を収めた。また、同年7月には、野球を通じた災害からの復興支援、長年にわたる継続的な支援などが評価され、スポーツ庁長官から感謝状を受ける。
2018年9月、ネパールのラリトプール市で、小林が長期にわたり取り組んできた、災害時の避難所ともなる多目的グラウンド「シリクール・ラリグラスフィールド」が完成した。
2019年、ネパール野球の活動は20周年を迎え、2020年東京オリンピックの予選となる第14回BFA西アジアカップに出場（7月、スリランカ）。小林は「活動の集大成となる大会にしたい」と大会前に語っていた。
12月、ネパール野球ラリグラスの会の理事長を退任（後任はイッソー・タパ）、顧問に就任する。
2021年、NPO法人日本アジア球友団ラリグラスの会長に就任。ネパールをはじめとしたアジアの国々の野球発展に力を注いでいる。